# Albert De Roocker
Albert De Roocker   (Dendermonde, 25 de gener de 1904 - Lebbeke, 8 de març de 1989) va ser un tirador d'esgrima belga, especialista en floret, que va competir durant la dècada de 1920.
El 1924 va prendre part en els Jocs Olímpics de París, on disputà dues proves del programa d'esgrima. En la competició de floret per equips guanyà la medalla de plata, mentre en la floret individual quedà eliminat en sèries.
Quatre anys més tard, als Jocs d'Amsterdam, fou quart en la prova de floret per equips del programa d'esgrima.